# Otto II de Lippe
Otto de Lippe (mais aussi appelé : Otto van der Lippe ou Otto II d'Utrecht - en néerl. Otto van Lippe) (décédé à Ane, situé entre Gramsbergen et Coevorden, près d'Hardenberg, le 28 juillet 1227) fut évêque d'Utrecht de 1216 à 1227. Il est le fils du comte Bernard II de Lippe-Detmold et Heilwig d'Ahr (ou Heilwig von Are-Hochstaden) (1150-1196), comtesse d'Are. Plusieurs de ses frères et sœurs ont aussi tenu des sièges de haut rang ecclésiastique dans la région du Rhin.

## Biographie
Otto II était un prévôt du Dom à Utrecht et devait sa nomination d'évêque aux comtes de Hollande et de Gueldre. Il a participé au siège de Damiette en Égypte lors de la Cinquième croisade en 1217/1218. Il a étendu sa juridiction à la ville d'Utrecht et a institué de nouveaux péages afin de générer des ressources financières. Il lutte contre la Hollande et la Gueldre et signe une paix qui lui est favorable en 1226.

## Expéditions

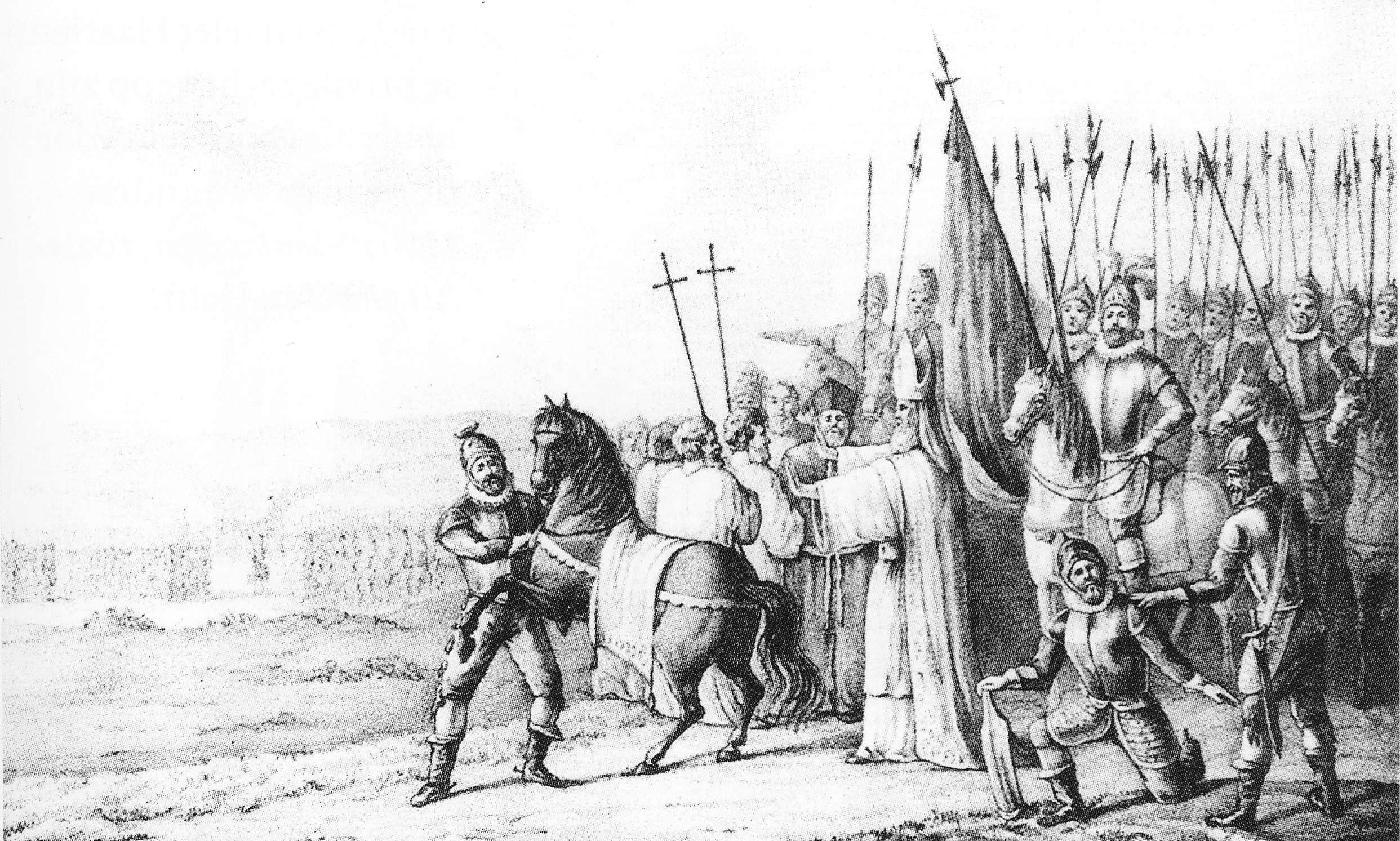
Otto II de Lippe excommuniant Rudolf II de Coevorden.

Comme ses prédécesseurs, il a dû faire face à des troubles dans l'Oversticht. En 1224, chevaliers et paysans du Salland se révoltent. Otto de Lippe est allé à leur rencontre et a rasé le château des seigneurs de Voorst.
Il est intervenu dans la dispute de partis à Groningue, entre le préfet d'une part et le parti civil des Gelkinge (nl) d'autre part, qui, soutenu par le vicomte Rudolf de Coevorden, a assiégé la ville. Afin de venir en aide au préfet, il se heurta aux Drenthois, et fut tué lors de la bataille de Ane - il fut scalpé et son corps, jeté dans un étang - tandis que son armée était massacrée. À la suite de ses expéditions, il a laissé le diocèse très appauvri.